# 貝羅明斯特

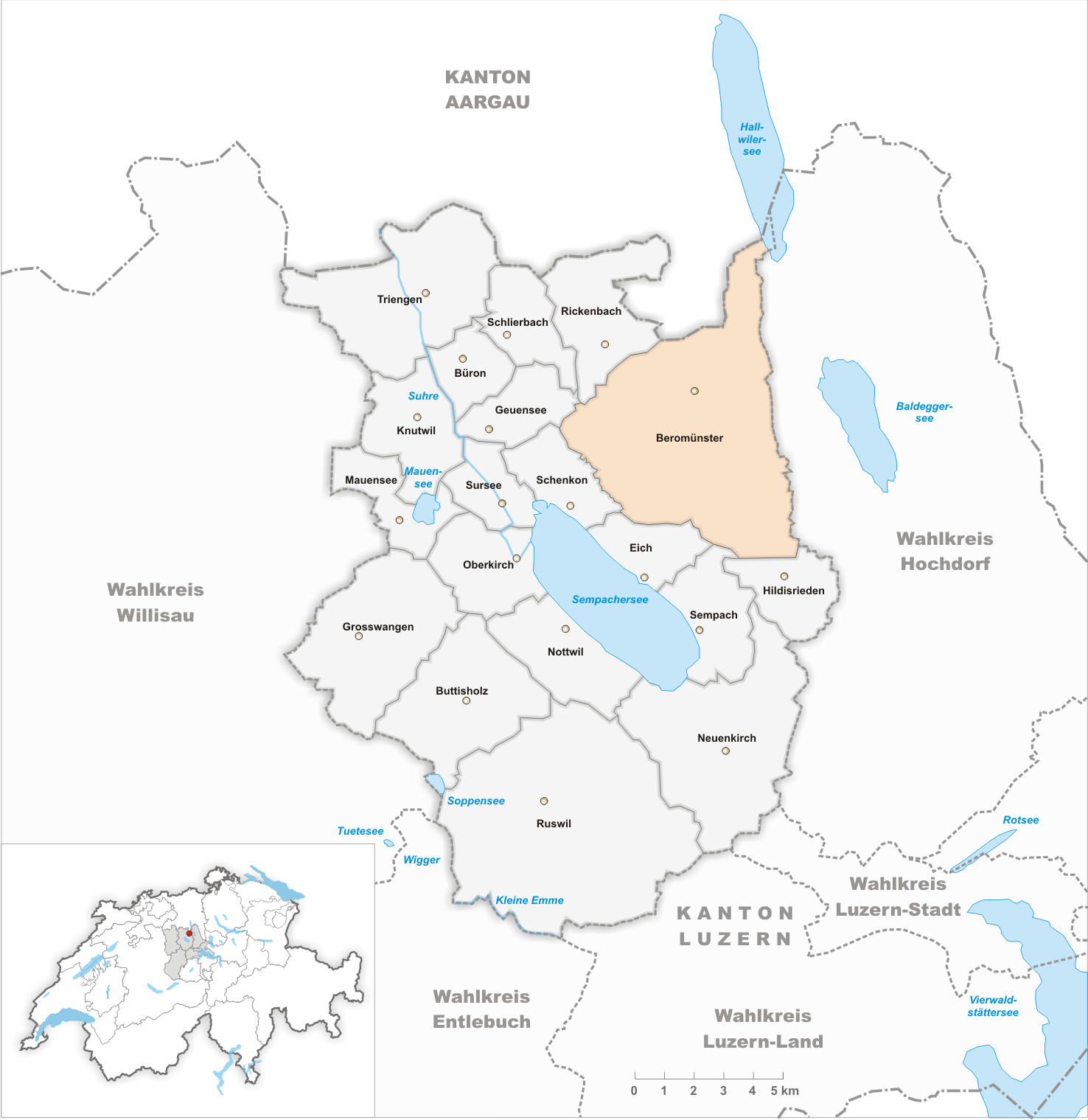
贝罗明斯特市地图

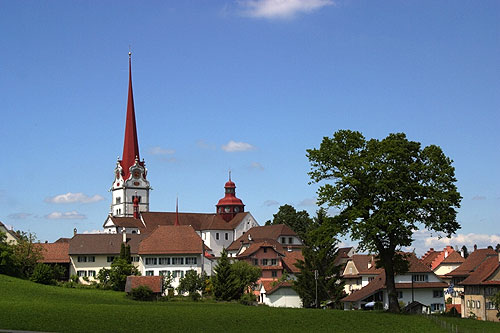
贝罗明斯特市风光

貝羅明斯特（德語：Beromünster）是瑞士联邦的城镇，位於該國北部，由琉森州負責管轄，面積为42.36平方公里，海拔高度642米，2017年12月31日人口为6,478人，其中八成居民信奉羅馬天主教。